# 13145 Cavezzo
13145 Cavezzo eller 1995 DZ1 är en asteroid i huvudbältet som upptäcktes den 27 februari 1995 av Geminiano Montanari-observatoriet i Cavezzo. Den är uppkallad efter Cavezzo i Italien.
Asteroiden har en diameter på ungefär 8 kilometer.